# Sjónvarp Føroya

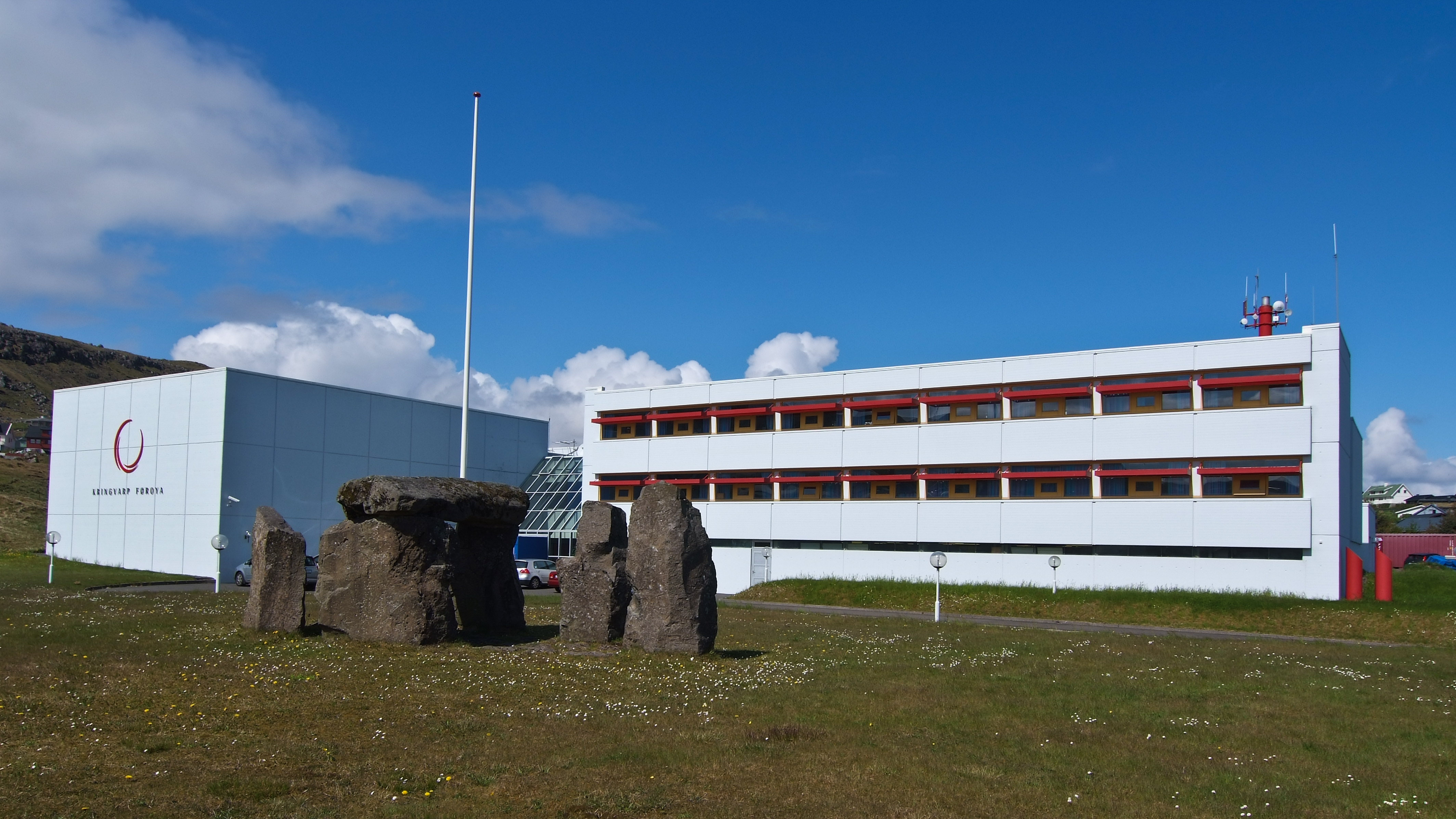
Het gebouw van Faroese Broadcasting Company

Sjónvarp Føroya (SvF) [ˈʃœnvaɻp ˈfœɹja] (Faeröers voor "Televisie van de Faeröer") is sinds de oprichting in 1982 het eerste en enige publieke televisiekanaal van de tot Denemarken behorende Faeröer. Het station, dat zo veel mogelijk in het Faeröers uitzendt, is gevestigd in de hoofdstad Tórshavn.

## Geschiedenis
Nadat in 1957 de Faeröerse publieke radiozender Útvarp Føroya was opgericht, ontstond al in de jaren zestig ook behoefte aan een eigen Faeröers publiek televisiestation. In 1972 presenteerde een commissie van het Løgting, het Faeröerse parlement, een lijvig rapport ter voorbereiding hiervan. De volksvertegenwoordiging besloot in 1982 tot de oprichting van Sjónvarp Føroya. Een jaar later was een voormalige meubelwinkel in Tórshavn omgebouwd tot studio. Op 1 april 1984 zond de nieuwe publieke televisie-omroep voor het eerst uit, al werd toen door lokale commerciële stations al een jaar of zes op kleine schaal televisie in het Faeröers gemaakt. De reguliere uitzendingen van Sjónvarp Føroya begonnen op 1 september 1984. De Faeröer waren het laatste gebied in Europa dat een eigen publiek televisiekanaal kreeg.
In het voorjaar van 1985 werden de medewerkers van Sjónvarp Føroya, die tot dan toe op freelance-basis werkzaam waren geweest, door de Faeröerse regering in dienst genomen. Het gebouw van de zender werd vanaf 1990 uitgebreid door de aankoop van enkele aangrenzende panden. Sjónvarp Føroya en Útvarp Føroya werden op 1 januari 2005 ondergebracht in de publieke omroep Kringvarp Føroya.

## Programmering
Sjónvarp Føroya, dat wordt gefinancierd door een combinatie van omroepbijdragen en inkomsten uit reclamespots en bingo, zendt ongeveer 40 uur per week uit. Het station bedient circa 13.000 huishoudens op de gehele Faeröer, waarvoor zo'n vijftig steunzenders nodig zijn. Sjónvarp Føroya legt zich naast op het maken van kinderprogramma's vooral toe op lokaal nieuws en actualiteiten. Andere programma's worden overgenomen van Danmarks Radio. De belangrijkste programma's van Sjónvarp Føroya, waaronder de nieuwsuitzendingen van Dagur & Vika, zijn ook via het internet te zien.